# To Those Left Behind
To Those Left Behind è il quinto album in studio del gruppo metalcore statunitense Blessthefall, pubblicato nel 2015.

## Tracce
1. Decayer – 4:07
2. Walk on Water – 3:54
3. Dead Air – 3:48
4. Up in Flames – 3:31
5. Against the Waves – 3:39
6. Looking Down from the Edge – 3:59
7. Keep What We Love & Burn the Rest – 2:51
8. Condition//Comatose – 3:45
9. Oathbreaker – 3:36
10. To Those Left Behind – 4:18
11. Departures – 4:30